# Johann Ernst Löding

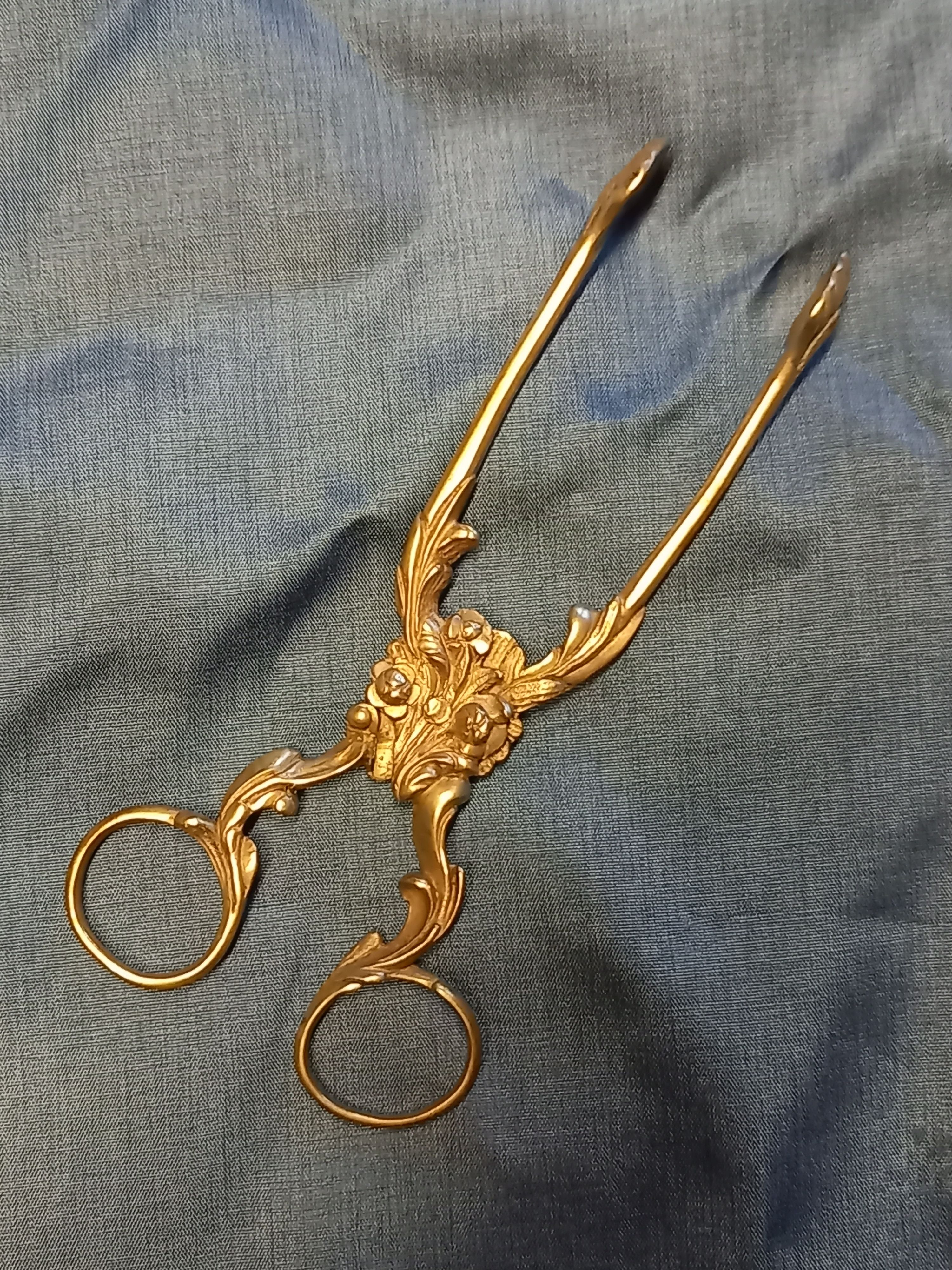
Reichhaltig verzierte, um 1790 von Löding in Einbeck gegossene Zuckerzange in 12-lötigem (750er) Silber, vergoldet;
Punzen in den muschelförmigen Greifern; Stadtmuseum Einbeck

Johann Ernst Löding (geboren um 1756 in Greene; gestorben 31. März 1826 in Einbeck) war ein deutscher Diakon und Goldschmiedemeister. Als Beschauzeichen oder Probierzeichen verwendete er bei seinen Gold- und Silberarbeiten teilweise und in verschiedenen Größen das Sachsenross im sechseckigen Rahmen und als Meisterzeichen seine Initialen J E L beziehungsweise I E L im liegenden Rechteck.

## Leben
Johann Ernst Löding wurde im Kurfürstentum Braunschweig-Lüneburg zur Zeit der Personalunion zwischen Großbritannien und Hannover geboren als Sohn des Greener Braumeisters Löding.
Nach seinen Lehr- und Wanderjahren als Goldschmied erwarb er das Einbecker Bürgerrecht, wurde als Diakon von Sankt Jacobi tätig und heiratete als „hochedler Herr“ am 27. Juli 1786 in der Kirche Sankt Jacobi Justine Marie Sophie Bertram, die Tochter des zuvor ebenfalls dort tätigen, verstorbenen Diakons Bertram.
Aus Lödings Ehe ging die Tochter Ernestine Charlotte Löding hervor, die kurz nach der Erhebung des vormaligen Kurfürstentums zum Königreich Hannover im Jahr 1816 den ebenfalls in Einbeck tätigen Goldschmied Carl Heinrich Christian Berkenbusch heiratete.
Zu den Lehrjungen Lödings zählt der aus Hameln stammende und vor 1797 in der Lödinger Werkstatt tätige Anton Richard Hoyer.

## Werke (Auswahl)
- 1788: Abendmahls-Kanne, bezeichnet J E L fec(it); Einbeck, Münsterkirche St. Alexandri[1]
- um 1790: reichhaltig verzierte Zuckerzange aus gegossenem, 12-lötigem, 750er Silber, 12,5 cm lang: Griffe und Greifarme ausgeformt als Blattranken, am Kreuzungspunkt zusätzlich mit Blüten besetzt. Die beiden muschelförmigen Greifer wurden innen je mit einer Punze gestempelt. Beschauzeichen „Springendes Pferd über 12 im Achteck“, Meisterzeichen IEL im Rechteckstempel; Stadtmuseum Einbeck[2]
- 1799 datierter Kelch mit zugehöriger Patene; Ammensen bei Bad Gandersheim[1]
- Tortenheber; Privatbesitz, Hannover[1]
- ovale Fußschale mit Zügen, ohne Henkel, erst später bezeichnet „E v. R.“; angeboten im Kunsthandel H. Phot.[1]
- Esslöffel, bezeichnet „G v. O.“, Museum für Kunst und Gewerbe Hamburg[1]